# Omroep Tilburg
Omroep Tilburg is de lokale publieke omroep van de gemeente Tilburg in Noord-Brabant. De omroep verzorgt radio- en televisie-uitzendingen. De omroep richt zich op Tilburg, Berkel-Enschot en Udenhout.

## Radio
Omroep Tilburg zendt uit op de FM-band op 107,6 MHz, via de mast aan de Schouwburgring in de Tilburgse binnenstad. Op de kabel wordt de lokale omroep doorgegeven op 104.1 FM en via digitale televisie. Tevens wordt het gestreamd op de website. 
Omroep Tilburg zendt overdag met name progressieve muziek uit, gericht op de muziekliefhebbende, cultuurminnende, creatieve Tilburger. Op het hele uur is er een NOS nieuwsbulletin. In de avonduren zijn gepresenteerde radioprogramma's te beluisteren zoals o.a. Bjorn's Betonuur (metal), Wat nou weer?!-radio (punk, hardcore), Spannende Manne (Hiphop, Funk, Rock etc.), Splijtstof (Pop, Alternatief), Tjekmei Radio (Urban, Hiphop), Exotische Verhalen van het Middenrif (Wereldmuziek, dansbare juweeltjes). Er is ook aandacht voor klassiek op de zondag en als je wilt uitkateren kan dat met Die zondagochtendshow.

## Televisie
Omroep Tilburg verzorgt ook televisie. Elke werkdag is er een nieuw nieuwsbulletin met het laatste nieuws uit de gemeente Tilburg en omliggende gemeenten. Na het Hart van Brabant Nieuws (op het hele uur) worden diverse televisieprogramma's uitgezonden, zoals Tilburg spreekt en Mag ik wat vragen?'(straatinterviews waarbij een actuele vraag aan bod komt), CulTuur (Behandeld alle nieuwtjes op het gebied van cultuur in de regio), 'Cinemaatjes' (Koddige Filmrecensies door twee filmliefhebbers), 'Raad en Daad' (Raadsleden worden aan de tand gevoeld door Pieter Bon), 'Paradox live' (Jazz) en 'Hart van Brabant On Stage' (Live verslagen van concerten uit de buurt).